# تونغ هوا
تونغ هوا (بالصينية: 桐华) هي كاتِبة صينية، ولدت في 18 أكتوبر 1980 في الصين.

## وصلات خارجية
- تونغ هوا على موقع IMDb (الإنجليزية)
- تونغ هوا على موقع قاعدة بيانات الفيلم (الإنجليزية)